# Ley bibliométrica de crecimiento exponencial
La ley bibliométrica de crecimiento exponencial es una locución referida a la información científica formulada por Price, J. S., en 1956. Notó que el crecimiento de la información científica ocurre a un ritmo muy superior al de otros procesos sociales, pero similar a otros desarrollos del contexto natural, como los biológicos y el crecimiento de la población. El crecimiento es tal, que la información puede llegar a duplicarse cada 10-15 años. Claro está que, en gran medida, ello puede depender del área del conocimiento que se atienda, es decir que está sucediendo un crecimiento exponencial, que alcanza un límite y es una progresión geométrica, denominada «explosión de la información», definida por la fórmula:
N: magnitud de medida relacionada con el tamaño de la ciencia

N0: magnitud de medida en el tiempo t = 0

t: tiempo

b: constante que relaciona la velocidad de crecimiento con el tamaño ya adquirido de la ciencia

## Historia
El gigantesco tamaño de la ciencia de nuestro tiempo, desde cualquier punto de vista, y la extraordinaria rapidez de su ritmo de incremento son hechos tan evidentes que ha prosperado la expresión big science, introducida por el norteamericano A. M. Weilderg, en contraposición a la little science anterior, hasta convertirse en un tópico repetido en una interminable serie de artículos y libros triviales cuyo único interés reside en que algunas ocasiones incluyen datos cuantitativos aprovechables.
La versión de este tópico en documentación científica es la famosa explosión informativa, expresión, por cierto, desafortunada, ya que, como se demuestra en párrafo posterior, no se trata de un fenómeno repentino, sino del resultado de un proceso de crecimiento ininterrumpido durante varios siglos.
Desde hace bastantes años se han acumulado datos estadísticos relativos al crecimiento de la ciencia. Al respecto se habían formulado interpretaciones descriptivas. Eran relativamente frecuentes, por ejemplo, analogías con el incremento biológico. El primero en formular de manera precisa la ley de crecimiento exponencial de todos los aspectos cuantificables de la ciencia fue D. J. de Solla Price. Su primera publicación acerca del tema data de 1951. Es un artículo publicado en los Archives internationales d'histoire des sciences, que después amplió y reelaboró en otros trabajos, hasta llegar a su estudio más amplio relativo al tema, que ha alcanzado mayor difusión.
La ley del crecimiento exponencial formulada por Price ha alcanzado una divulgación realmente extraordinaria. No hay publicación que se refiera a la «explosión informativa» o en la que se ocupe de algún modo de las relaciones entre ciencia y sociedad que no la resuma, con mayor o menor acierto y amplitud.
Sin embargo, tan unánime acogida no ha estado desprovista de críticas, desde las más diversas posiciones. Críticas, en primer lugar, irracionales, fundadas únicamente en el prejuicio de quienes se resisten a un estudio científico de los problemas de la ciencia, aferrándose a un planteamiento humanístico. El prototipo de esta clase de ataques es el realizado por la redacción de Nature, revista en la que, por otra parte, han aparecido numerosos e importantes trabajos acerca de análisis estadísticos y sociométricos relativos a la literatura científica.
Otro tipo de críticas está más bien dirigido a malas interpretaciones de esta ley, como es el caso de S. Rose, quien ha subrayado que «muchos de los conceptos que Price utiliza han sido muy mal entendidos, abusándose de ellos más allá de lo creíble».
La ley de desarrollo acelerado de la ciencia se utiliza sistemáticamente como fundamento por los documentalistas, filósofos e historiadores de la ciencia, pero rectificando la curva de crecimiento propuesta por Engel.
Un problema inseparable del crecimiento de la ciencia es el rápido envejecimiento de la literatura científica; es decir, la acelerada tendencia a que las publicaciones de esta índole caigan en desuso.

### Etapas
Price propuso dos etapas:
1. Una fase de crecimiento exponencial, en la que la tasa de crecimiento es proporcional al tamaño de la muestra.
2. Una fase de crecimiento lineal, en la que la tasa de crecimiento es constante o independiente del tamaño del sistema. Las fases de las etapas son las siguientes:

- Fase 1: Precursores
- Fase 2: Crecimiento exponencial
- Fase 3: Crecimiento lineal
- Fase 4: Colapso del campo científico

No sólo la literatura científica se incrementa de modo exponencial, sino también el número de investigadores, por lo cual la primera conclusión que obtuvo Price del crecimiento exponencial fue la contemporaneidad de la ciencia, expresión que denota la notoriedad del fenómeno que consiste en que la cantidad de científicos en la actualidad constituye casi el total de los que han existido en el pasado, adicionados los actuales.
Se contrasta que el número de científicos del pasado es una proporción casi irrelevante respecto del actual. No obstante, un crecimiento exponencial no puede mantenerse hasta el infinito; es decir, ha de existir un límite, denominado «techo o límite de saturación». Una vez admitido este límite, Price postuló que el crecimiento de la ciencia tiene forma de curva logística. 